# Louis Müller
Louis Müller, auch Ludwig Müller (* 30. März 1812 in Sonneberg; † 2. Mai 1889 ebenda), war ein deutscher Unternehmer und Politiker.

## Leben
Der Sohn eines Papiermachéfabrikanten studierte von 1828 bis 1833 Rechtswissenschaften an der Universität Jena. 1830 wurde er aufgrund der Zugehörigkeit zum Corps Franconia Jena kurzzeitig von der Universität relegiert und unter polizeiliche Aufsicht gestellt.
1834 trat Müller in die väterliche Fabrik ein, deren Besitzer er später wurde.
Im Rahmen der Märzrevolution wurde Müller Kommandant der Bürgergarde in Sonneberg. Vom 16. November 1848 bis zum 16. April 1849 vertrat er seine Heimatstadt als Nachfolger Richard Liebmanns in der Frankfurter Nationalversammlung. Dort war er Mitglied der Fraktion Württemberger Hof und des Centralmärzvereins.
1850 wurde Müller Mitglied im Landtag des Herzogtums Sachsen-Meiningen sowie im Sonneberger Gemeinderat. Gleichzeitig übernahm er den Vorsitz der örtlichen Handelskammer. 1859 zählte er zu den Mitgründern des Deutschen Nationalvereins. Die Stadt Sonneberg verlieh ihm das Ehrenbürgerrecht.